# Éditions Xavier Barral
Les éditions Xavier Barral sont une maison d'édition française spécialisée dans la photographie, l'architecture et l'art contemporain, basée à Paris et fondée en 2002 par Xavier Barral (1955-2019),.

## Xavier Barral
Xavier Barral, né le 22 novembre 1955 à Paris et mort le 16 février 2019 , est un photographe, directeur artistique, graphiste et éditeur français.
Après avoir travaillé dans la presse comme directeur artistique, Xavier Barral cofonde en 1992 avec sa femme Annette Lucas, l’agence de création visuelle et de communication culturelle Atalante, puis en 2002 les éditions Xavier Barral.
En 2012 puis en 2016, Xavier Barral obtient le prix Nadar Gens d’images pour l’édition de Vers l’Orient de Marc Riboud puis de So Long, China du photographe Patrick Zachmann.

## Les auteurs
- Jane Evelyn Atwood
- Sophie Calle
- Luc Delahaye
- Raymond Depardon
- Jean Gaumy
- Josef Koudelka
- Sergio Larrain
- Martin Parr
- Bernard Plossu
- Marc Riboud
- Stephen Shore
- Sam Stourdzé
- Agnès Varda
- Patrick Zachmann